# Xcalumkin

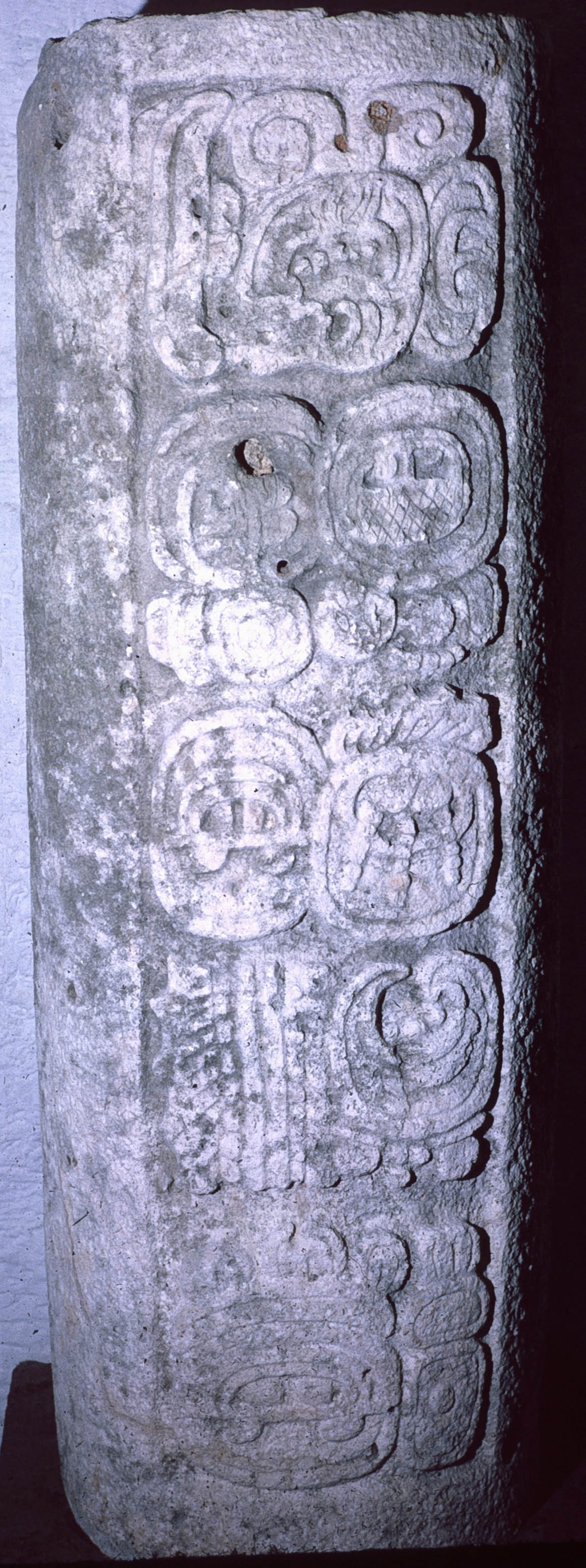
Pilier droit du bâtiment Sud de Xcalumkin

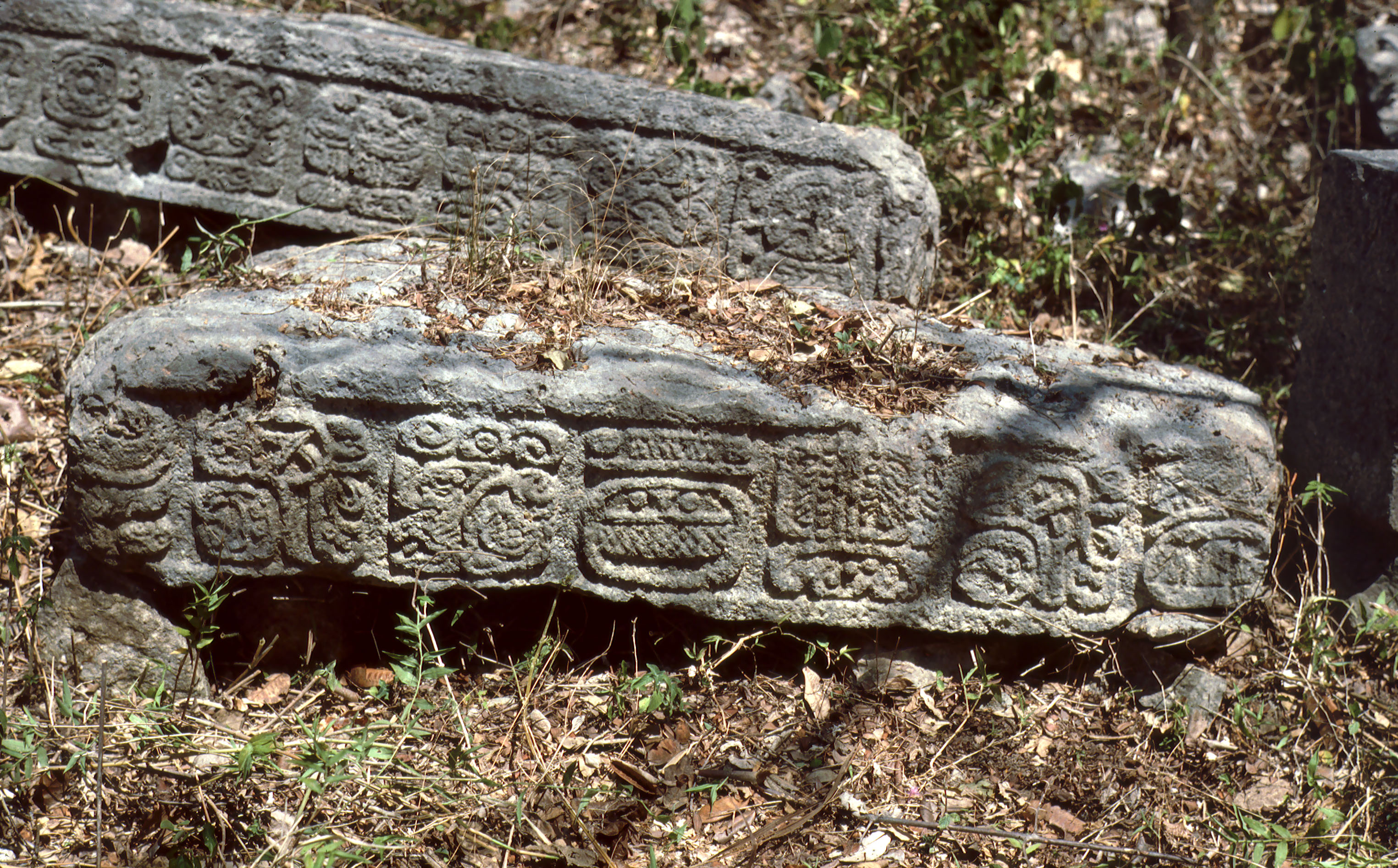
Groupe de la série initiale, linteau du milieu. Xcalumkin

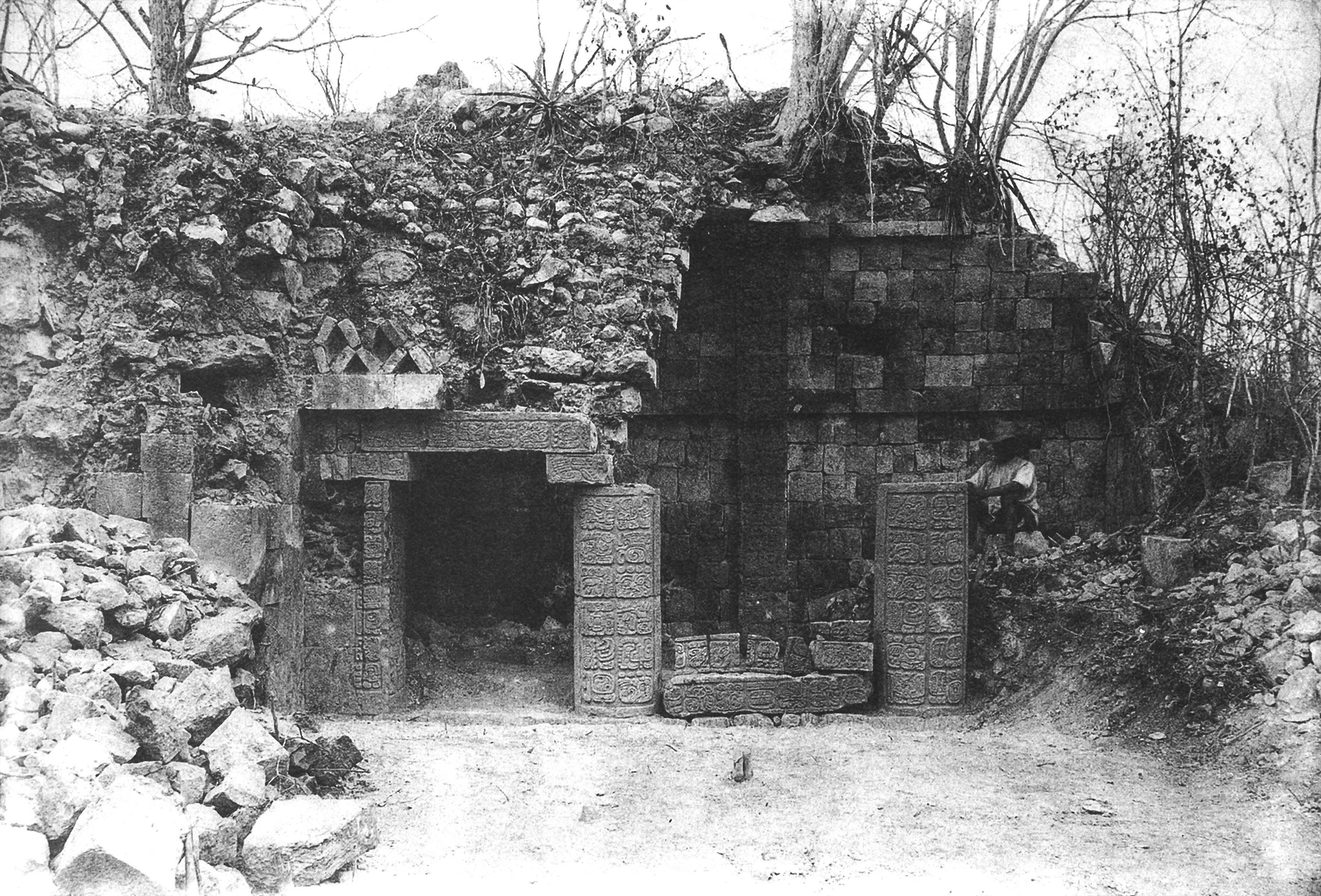
Photo de Téobert Maler 1887 du bâtiment Nord, série initiale Xcalumkin

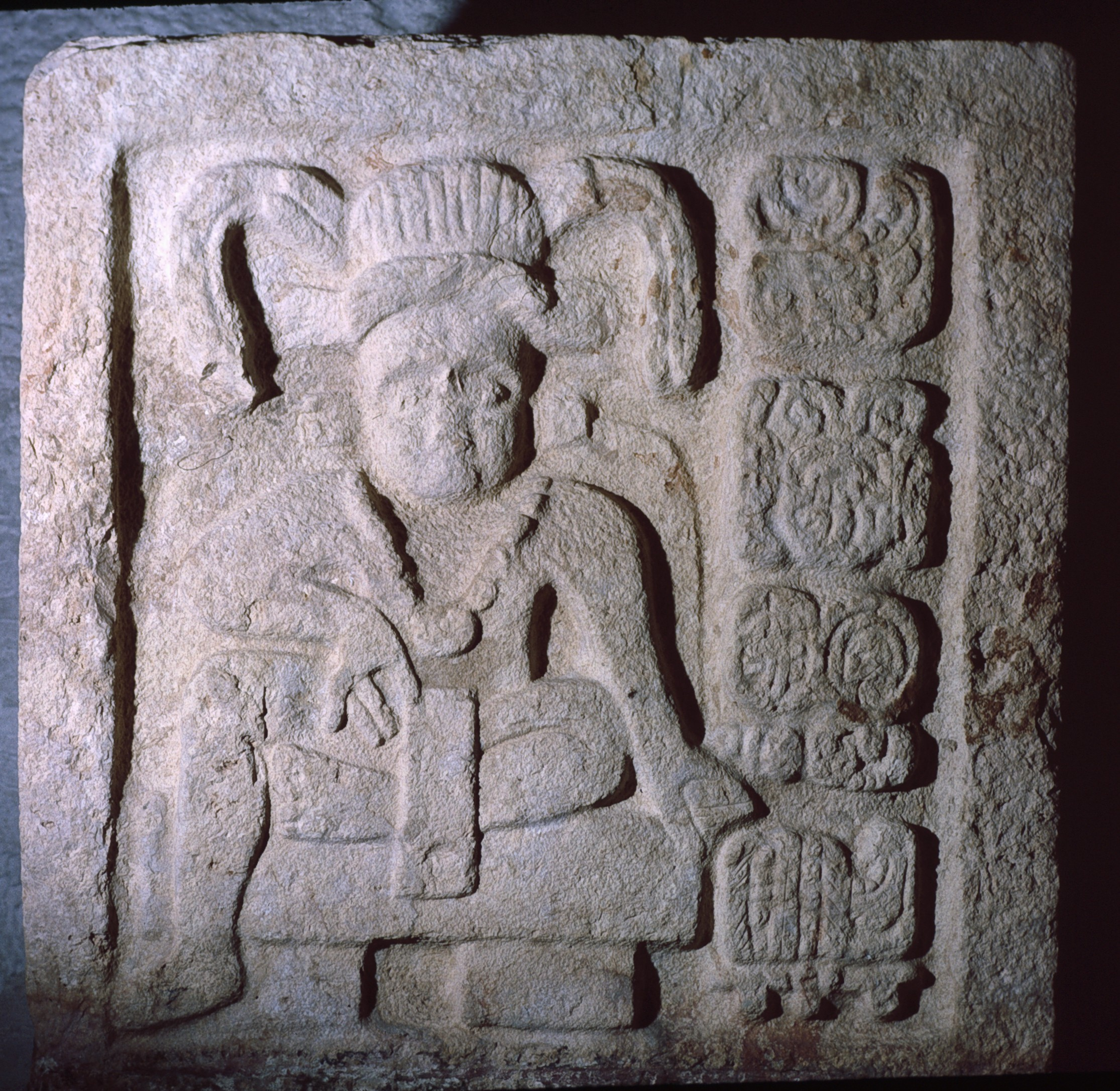
Inscription de l'édifice sud du groupe des hiéroglyphes.

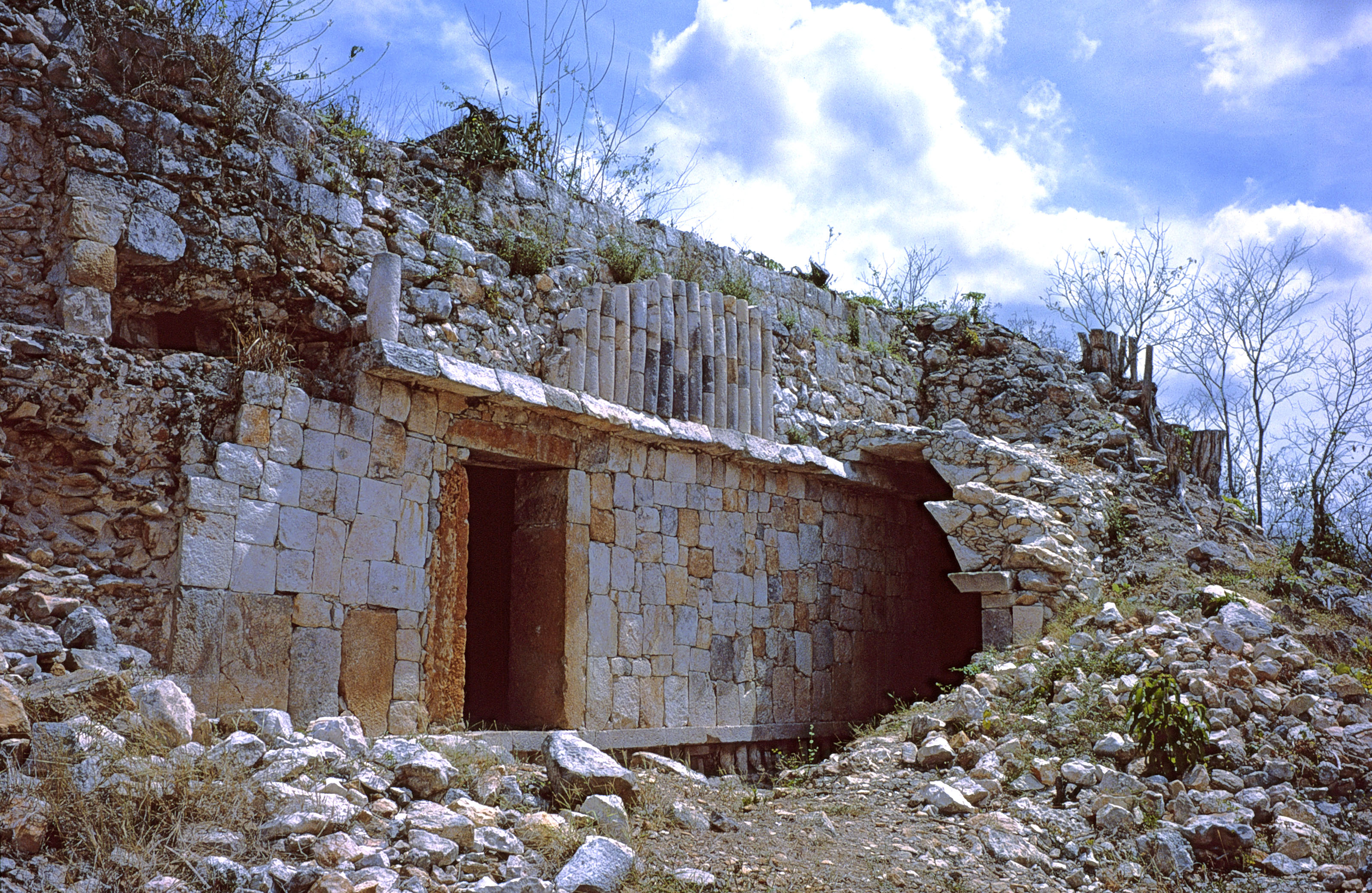
Bâtiment D4-6 Xcalumlin

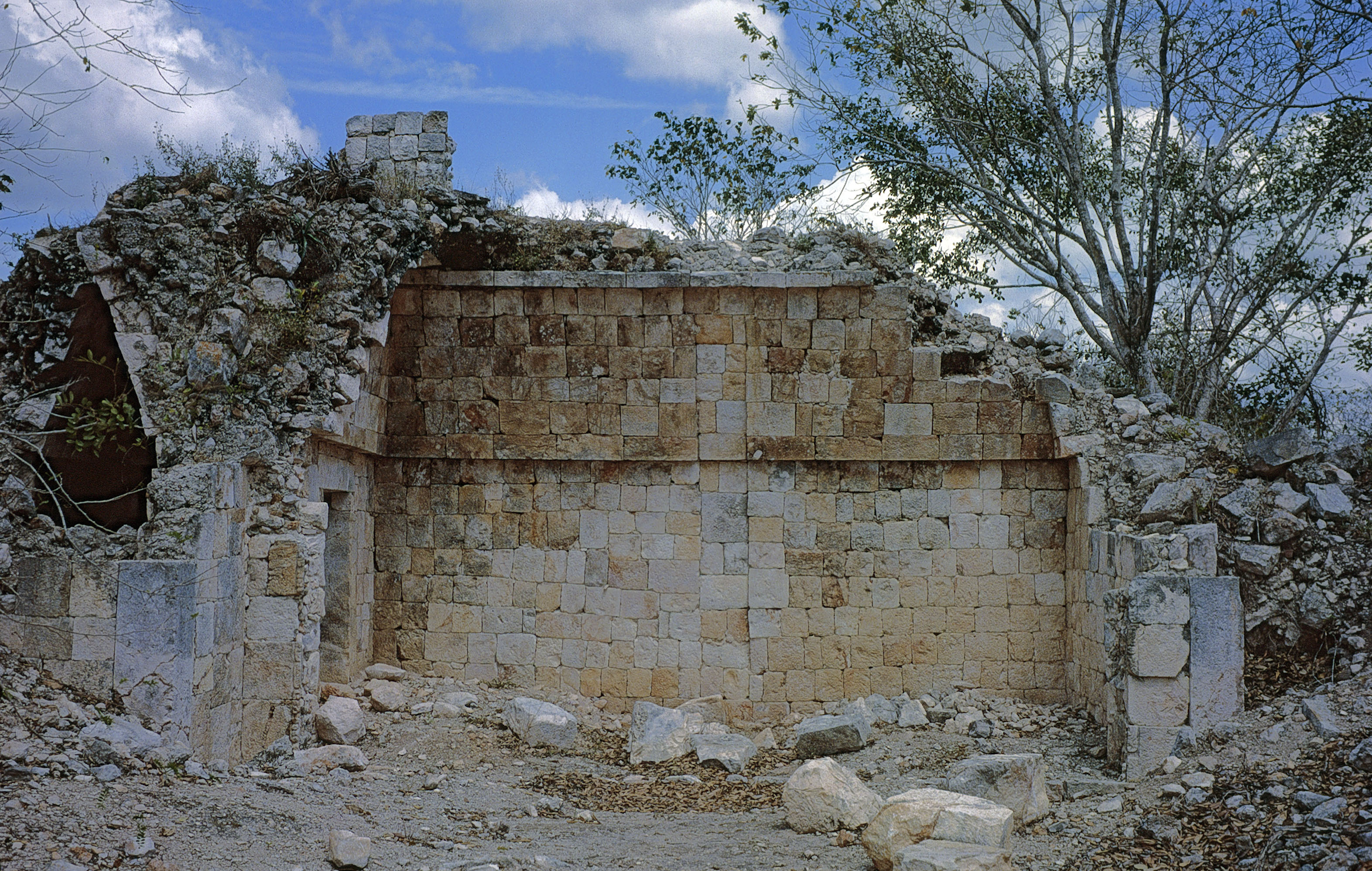
Bâtiment Nord Série initiale Xcalumkin

Xcalumkin, également nommé Holactun ou Yokactun, est un site archéologique maya situé à 4,5 km au sud-est de la localité moderne de San Vicente Cumpich et à 13 km de la ville d'Hecelchakan, dans l'État de Campeche, au Mexique. Une première description du site est faite en 1887 par l'explorateur austro-allemand Teobert Maler. Un siècle plus tard l'archéologue américain Harry Pollock a distingué en 1980 plusieurs groupes d'édifices : le groupe principal, le groupe nord, le groupe initial (Initial Series Group, en anglais), le groupe des hiéroglyphes et le groupe de la colline nord (North Hill Group). Depuis 1992 une équipe d'archéologues français du Centre Français d'Etudes Mexicaines et Centraméricaines fouille le site. Un certain nombre de restaurations ont eu lieu à l'initiative d'Antonio Benavides Castillo de l'Institut National d'Anthropologie et d'Histoire de Campeche. Les pièces les plus intéressantes sont aujourd'hui visibles au musée d'archéologie d'Hecelchakan de l'INAH qui regroupe également les céramique et les stèles du site funéraire de Zac Pol découvertes sur l'île Jaïna.

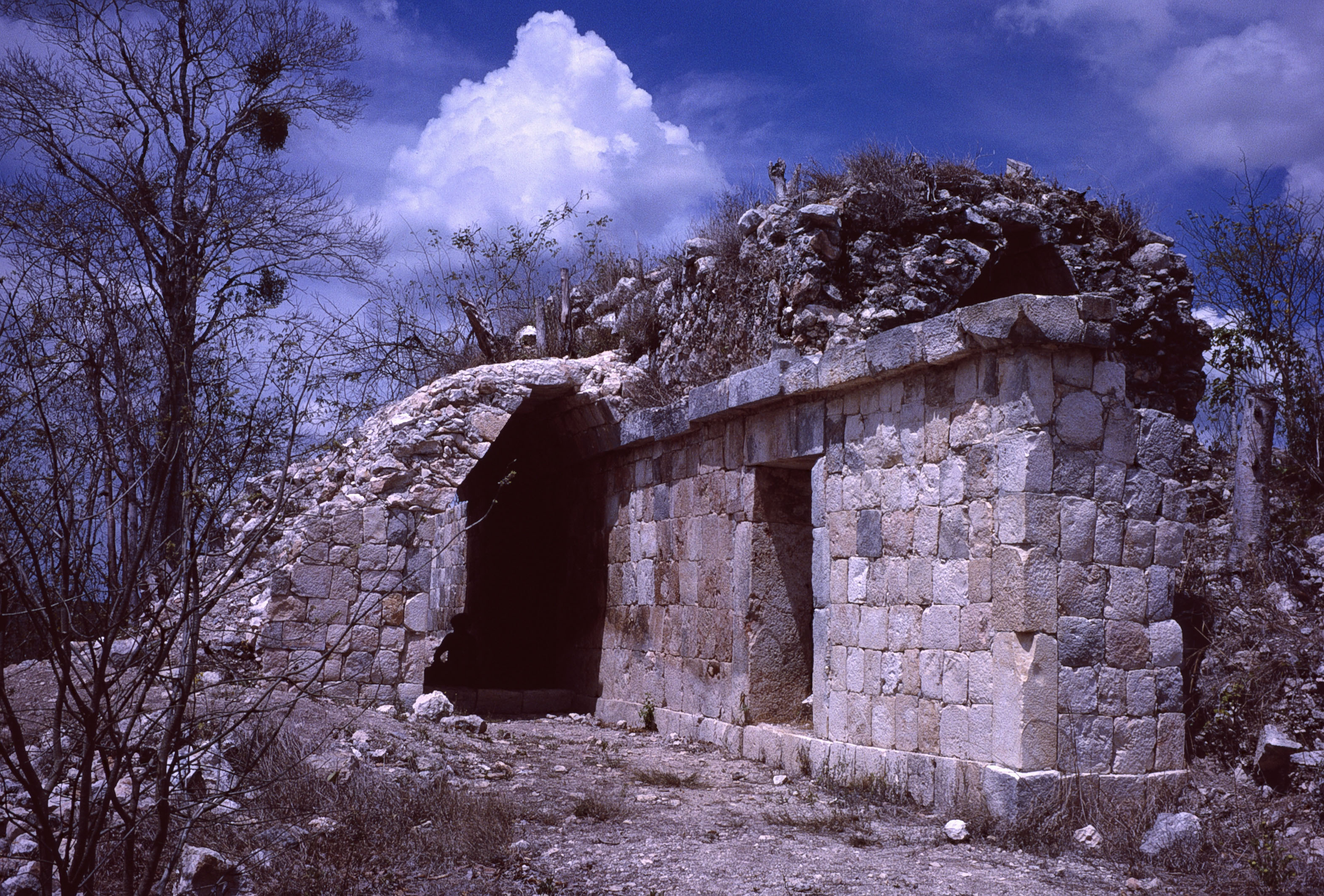
Édifice nord du groupe de la colline nord.